# Kari Ylianttila
Kari Sakari Ylianttila (né le 28 août 1953 à Rovaniemi) est un sauteur à ski finlandais.
Retiré des tremplins depuis le début des années 1980, il est devenu entraîneur et est actuellement responsable de l'équipe du Japon.

## Palmarès

### Jeux olympiques
| Épreuve / Édition | Sapporo 1972 | Lake Placid 1980 |
| Petit Tremplin    | 25e          | 32e              |
| Grand Tremplin    | 13e          | 13e              |

### Championnats du monde
| Épreuve / Édition | Oslo 1982 |
| Petit Tremplin    | 21e       |
| Grand Tremplin    | 19e       |

### Tournée des quatre tremplins
- Vainqueur en 1977/1978.

### Coupe du monde
- Meilleur classement final: 19e en 1982.
- Meilleur résultat: 4e.